# Belegaer

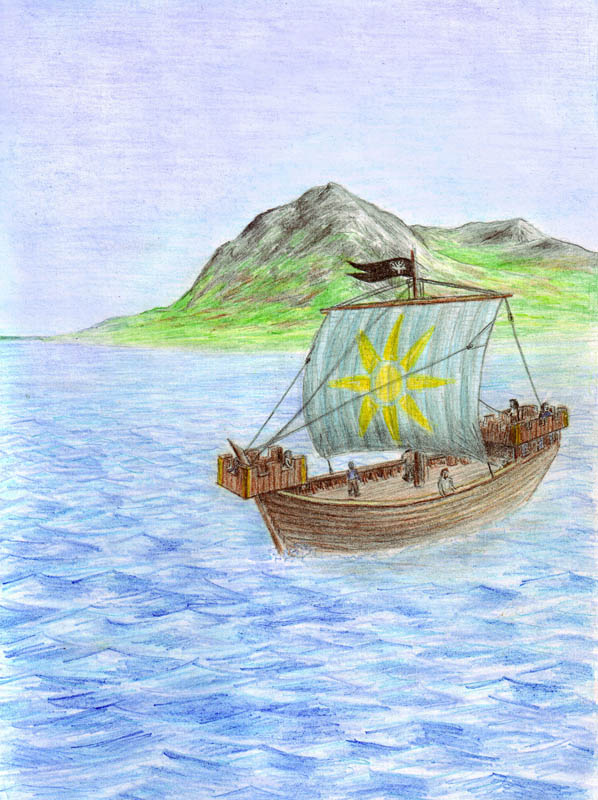
Tolfalas in de Baai van Belfalas.

Belegaer is een fictieve zee uit de boeken In de Ban van de Ring en De Silmarillion van J.R.R. Tolkien. De zee was gesitueerd tussen Midden-aarde en Aman, de onsterfelijke landen waar de Valar en de Elfen woonden, in de periode voor het begin van de Derde Era.
In deze zee lagen enkele belangrijke eilanden uit de geschiedenis van Midden-aarde, namelijk de eilanden Númenor en Tol Eressëa. Het eiland Eressëa was het eiland waarop de haven van de elfen lag, toen die nog regelmatig Midden-Aarde en Númenor bezochten.
Toen de mensen van Númenor de aloude verboden van de Valar overtraden, werd het eiland Númenor verzwolgen in de zee en Aman onbereikbaar.
Het deel van de Belegaer ten zuiden van Gondor wordt de Baai van Belfalas genoemd.
Aman · Belegaer · Beleriand · Cuiviénen · Eriador · Forod · Gondor · Harad · Hildórien · Mordor · Númenor · Rhovanion · Rhûn